# Lasiopleura willistoni
Lasiopleura willistoni är en tvåvingeart som beskrevs av Curtis W. Sabrosky 1951. Lasiopleura willistoni ingår i släktet Lasiopleura och familjen fritflugor.
Artens utbredningsområde är New Mexico. Inga underarter finns listade i Catalogue of Life.